# Gare de Rinkū Town
La gare de Rinkū Town (りんくうタウン駅, Rinkū Taun-eki) est une gare ferroviaire localisée dans la ville d'Izumisano, dans la préfecture d'Osaka au Japon. La gare est exploitée par les compagnies JR West et Nankai, sur les lignes de l'aéroport du Kansai (JR West) et Nankai Aéroport (Nankai). Cette gare dessert le centre d'affaires de Rinku Town.

## Situation ferroviaire
La gare de Rinkū Town est située au point kilométrique (PK) 4,2 de la ligne de l'aéroport du Kansai et au PK 1,9 de la ligne Nankai Aéroport.

## Histoire
La gare a été inaugurée le 15 juin 1994.

## Services aux voyageurs

### Accès et accueil
La gare dispose d'un bâtiment voyageurs, avec guichet, ouvert tous les jours.

### Disposition des quais
La gare de Rinkū Town est une gare disposant de deux quais et de quatre voies.

| N° de voie | Ligne                           | Direction          |
| ---------- | ------------------------------- | ------------------ |
| 1          | ▆ Ligne Nankai Aéroport         | Aéroport du Kansai |
| 2          | ▆ Ligne de l'aéroport du Kansai | Aéroport du Kansai |
| 3          | ▆ Ligne de l'aéroport du Kansai | Osaka              |
| 4          | ▆ Ligne Nankai Aéroport         | Namba              |

## Gares/Stations adjacentes
| JR West                      |                               |                                       |                               |                 |
| Direction Aéroport du Kansai | Ligne de l'aéroport du Kansai | Ligne de l'aéroport du Kansai         | Ligne de l'aéroport du Kansai | Direction Osaka |
| Aéroport du Kansai           |                               | Rapid Service Kansai Airport 関空快速 |                               | Hineno          |
| Aéroport du Kansai           |                               | Rapid Service Direct 直通快速         |                               | Hineno          |
| Aéroport du Kansai           |                               | Local Shuttle シャトル普通            |                               | Hineno          |
| Nankai                       |                               |                                       |                               |                 |
| Direction Aéroport du Kansai | Ligne Nankai Aéroport         | Ligne Nankai Aéroport                 | Ligne Nankai Aéroport         | Direction Namba |
| Aéroport du Kansai           |                               | Express Aéroport 空港急行             |                               | Izumisano       |
| Aéroport du Kansai           |                               | Local 普通                            |                               | Izumisano       |

- Le Limited Express Rapi:t (Nankai) s'arrête à cette gare

| Limited Express    |  |                                     |  |           |
| Aéroport du Kansai |  | Limited Express Rapi:t 特急ラピート |  | Izumisano |

## Dans les environs
- Rinku Gate Tower
- le centre commercial Rinku Premium Outlets